# Gare de Hakadal
La gare de Hakadal est une gare ferroviaire de la Gjøvikbanen, située dans la commune de Nittedal. 

## Situation ferroviaire
Etablie à 166.6 m d'altitude, la gare est située à 32.07 km d'Oslo.

## Histoire
La gare fut ouverte en 1900 sous le nom de Hakedal mais le nom prit sa forme actuelle en 1922. 
La gare fut en partie fermée en 1971, mais comme il y avait toujours de l'activité pour le fret, il y eut toujours des passagers.
En 1991, la gare fut entièrement automatisée et demeure aujourd'hui sans personnel.

## Service des voyageurs

### Accueil
La gare est équipée d'un parking. Bien que la gare soit sans personnel, la salle d'attente reste ouverte du lundi au samedi de 4 h 15 à 18 h mais uniquement du 1er octobre au 1er mai. Il n'y a ni guichet ni automate.

### Desserte
La gare est desservie  par des trains locaux et régionaux en direction de Jaren, Gjøvik et Oslo.

### Intermodalité
Un arrêt de bus se trouve à la sortie de la gare.